# Grönhult
Grönhult is een plaats (småort) in de gemeente Skövde in het landschap Västergötland en de provincie Västra Götalands län in Zweden. De plaats heeft 58 inwoners (2005) en een oppervlakte van 5 hectare. De officiële naam van het småort is Grönhult (norr om Djursätra), dit is mogelijk omdat er meerdere plaatsen met de naam Grönhult zijn en deze plaats Grönhult ten noorden van Djursätra ligt. De directe omgeving van Grönhult bestaat uit zowel landbouwgrond als bos. De stad Skövde ligt zo'n twintig kilometer ten westen van het dorp.